# Jean-Louis Baugnies
Jean-Louis Baugnies (nascido em 17 de junho de 1957) é um ex-ciclista belga de ciclismo de pista. Representou seu país, Bélgica, na prova de perseguição individual de 4 km nos Jogos Olímpicos de Verão de 1976. Ele terminou na décima segunda posição.